# Richard Levitt
Richard Stanley Levitt (* 5. Juli 1935 in Los Angeles; † 2. Februar 2017 in Basel) war ein US-amerikanischer Countertenor und Gesangspädagoge. Levitt trat von 1970 bis 1977 innerhalb des Studios der frühen Musik auf.

## Leben und Werk
Richard Levitt gab bereits als Jugendlicher zusammen mit seinem Bruder öffentliche Pop-Musikvorstellungen im Stile von Bing Crosby und Fred Astaire. Im Alter von 12 Jahren interessierte er sich für Opern- und klassische Musik. Er begann eine Klavier- und Violin-Ausbildung. Als er die Stimme des Countertenors Alfred Deller kennenlernte, bildete er auch seine Stimme aus und versuchte in der Stimmlage Dellers zu singen. Seine ersten Gesangslehrer waren Fritz und Tilly Zweig von der Berliner Oper, die vor den Nationalsozialisten in die Vereinigten Staaten geflohen waren. An der UCLA studierte Levitt dann bei der Vokaltrainerin im Segment der Oper Natalie Limonick, dem aus Ungarn geflohenen Jan Popper und Roger Wagner, dem Leiter des Chores der UCLA. Somit wurde Levitts musikalisches Leben in Kalifornien und in New York stark durch europäische Künstler geprägt.
Levitt lehrte für drei Jahre Gesangstechnik an der New York University, Fredonia. Er wechselte dann an die Schweizer Schola Cantorum Basiliensis und unterrichtete dort 27 Jahre lang. Einer der Schüler von Richard Levitt war der Countertenor Andreas Scholl.
Scholl fasste das Sänger- und Gesangslehrer-Credo seines Lehrers Levitt (und wohl auch sein eigenes) folgendermaßen zusammen: Ein Sänger darf nicht aus Angst in die Virtuosität oder den schönen Klang fliehen. Beides ist gut, aber es ist nicht alles. Der Sänger muss seine Komfortzone und seine Sicherheitsverfassung verlassen. Er muss sich für den Text und damit für sich selbst und vor allem für das Publikum öffnen. Denn „Es gibt jede Menge guter Sänger. Du musst einzigartig sein. Das bist Du nur, wenn Du etwas von Dir preisgibst“. Ohne auf der Bühne er selbst zu sein, bleibt ein Sänger unkenntlich. Jeder Sänger muss seine eigene Art finden. Er muss wiedererkennbar sein. Lehrer müssen ihn darin bestärken. Sie dürfen ihn nicht zu Dubletten ihrer selbst machen. Beim Unterricht geht es einhundert Prozent darum, die Individualität des Schülers zu entdecken und zu stimulieren.